# ひいろ
『ひいろ』は、2007年3月24日に公開された徳江長政監督の映画作品。南田洋子主演の生涯最後の作品である。

## 作品概要
上海近郊の焼き物の町、宜興で窯元を営む父と母そして祖母に育てられた彩陽は、上海の美術学校で陶芸を学んでいた。ある日、祖母危篤の連絡が入り実家に戻った彼女は、祖母から父が日本人であるという意外な事実を知らされる。祖母や父の想いを胸に日本へ向かった彩陽は、父の本当の母親捜しを始めるが……。

## スタッフ
- 監督・脚本：徳江長政
- 製作：奥村紀八郎
- 撮影：鍋島淳裕
- 照明：三重野聖一郎
- 録音：高橋憲治
- 美術：ねもとまさ乙
- 編集：矢船陽介
- 音楽プロデュース：鈴木力
- 音楽：松岡誠司
- 助監督：田中匡史
- 制作協力：エスピーボーン
- 企画製作：織部

## キャスト
- 南田洋子 - 加藤せつ
- 小崎さよ - 呉彩陽（加藤せつ・若年期）
- ルー大柴 - 如月プロデューサー
- 金子昇 - 吉田ディレクター
- 麻丘めぐみ - 「かねこ」女将
- 桜金造 - 「うつわ邸」主人
- 真由子 - 高橋先生
- 梅津栄
- 菅井玲 - 綾乃

## ロケ地
- 岐阜県・多治見市
- 中国・上海